# Saint-Aubin-sur-Mer (Calvados)
Pour les articles homonymes, voir Saint-Aubin et Saint-Aubin-sur-Mer.
Saint-Aubin-sur-Mer est une commune française, située dans le département du Calvados en région Normandie, peuplée de 2 125 habitants (les Saint-Aubinais).
Station balnéaire de la Côte de Nacre, elle est surnommée « la Reine de l'iode ».

## Géographie
La commune est une station balnéaire de la Côte de Nacre. Son bourg est à 5 km au nord-ouest de Douvres-la-Délivrande, à 18 km au nord de Caen et à 27 km à l'est de Bayeux.

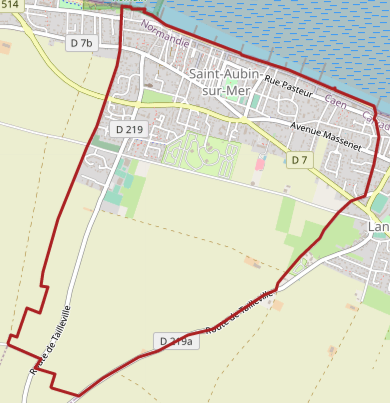
Carte OpenStreetMap
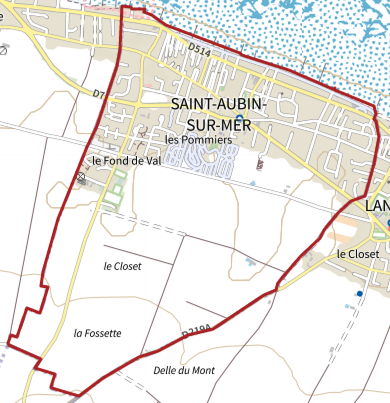
Carte topographique
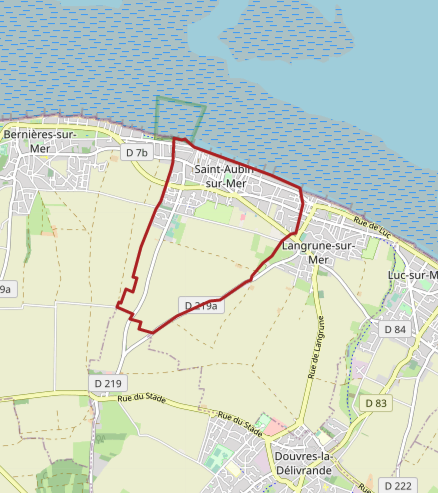
Avec les communes environnantes

Le point culminant (30 m) se situe en limite sud, dans la moitié rurale du territoire.
| Mer de la Manche  | Mer de la Manche      | Mer de la Manche |
| Bernières-sur-Mer | Saint-Aubin-sur-Mer   | Langrune-sur-Mer |
| Bernières-sur-Mer | Douvres-la-Délivrande | Langrune-sur-Mer |

### Hydrographie
La commune est située dans le bassin Seine-Normandie. Elle n'est drainée par aucun cours d'eau,.

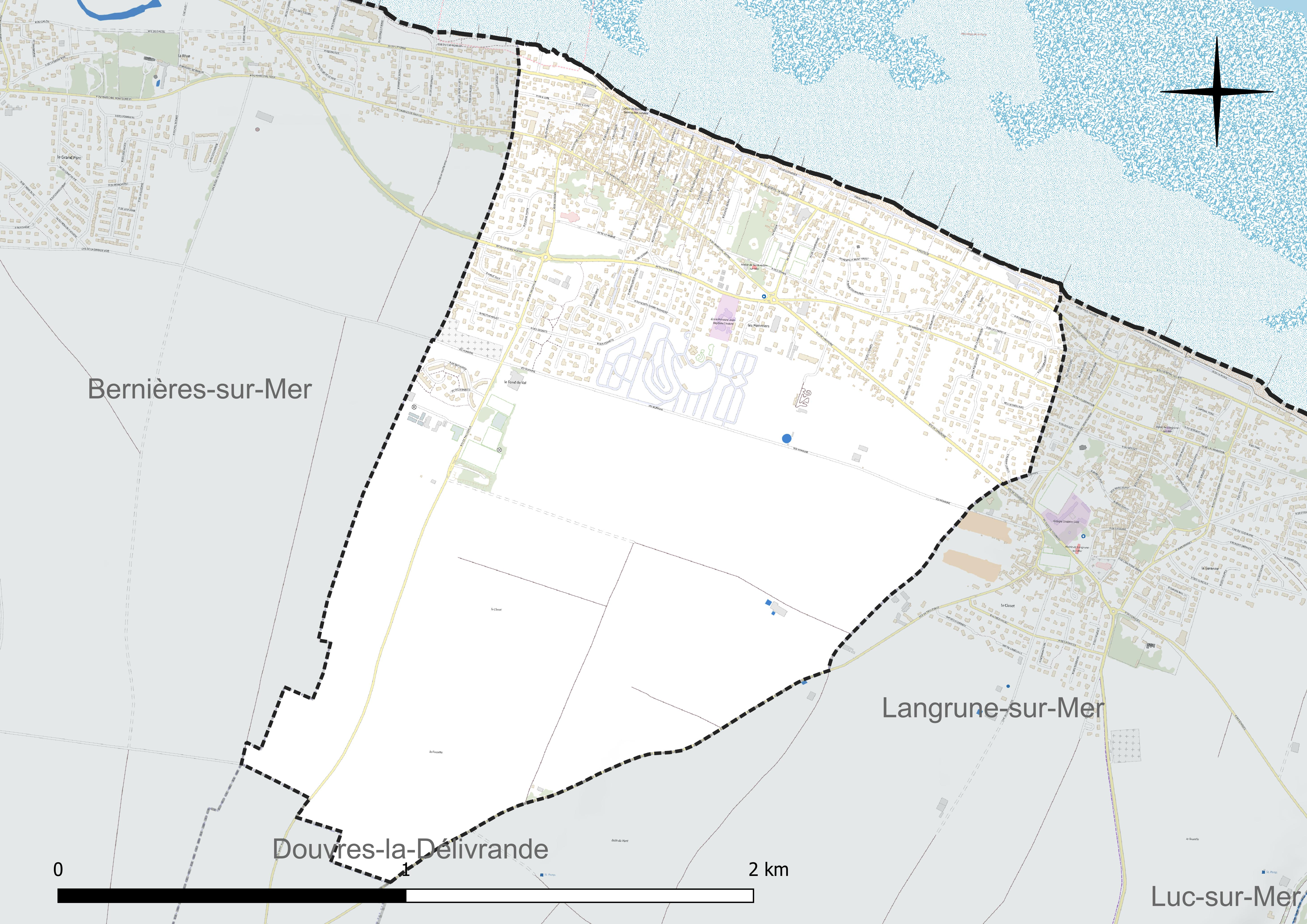
Réseau hydrographique de Saint-Aubin-sur-Mer.

### Climat
Pour des articles plus généraux, voir Climat de la Normandie et Climat du Calvados.
En 2010, le climat de la commune est de type climat océanique franc, selon une étude du CNRS s'appuyant sur une série de données couvrant la période 1971-2000. En 2020, Météo-France publie une typologie des climats de la France métropolitaine dans laquelle la commune est exposée à un climat océanique et est dans la région climatique  Normandie (Cotentin, Orne), caractérisée par une pluviométrie relativement élevée (850 mm/a) et un été frais (15,5 °C) et venté. Parallèlement le GIEC normand, un groupe régional d'experts sur le climat, différencie quant à lui, dans une étude de 2020, trois grands types de climats pour la région Normandie, nuancés à une échelle plus fine par les facteurs géographiques locaux. La commune est, selon ce zonage, exposée à un « climat des plateaux abrités », correspondant à la plaine agricole de Caen à Falaise, sous le vent des collines de Normandie et proche de la mer, se caractérisant par une pluviométrie et des contraintes thermiques modérées.
Pour la période 1971-2000, la température annuelle moyenne est de 11 °C, avec  une amplitude thermique annuelle de 11,7 °C. Le cumul annuel moyen de précipitations est de 661 mm, avec 11,3 jours de précipitations en janvier et 7 jours en juillet. Pour la période 1991-2020, la température moyenne annuelle observée sur la station météorologique la plus proche, située sur la commune de Bernières-sur-Mer à 2 km à vol d'oiseau, est de 11,7 °C et le cumul annuel moyen de précipitations est de 695,0 mm,. Pour l'avenir, les paramètres climatiques de la commune estimés pour 2050 selon différents scénarios d'émission de gaz à effet de serre sont consultables sur un site dédié publié par Météo-France en novembre 2022.

## Urbanisme

### Typologie
Au 1er janvier 2024, Saint-Aubin-sur-Mer est catégorisée petite ville, selon la nouvelle grille communale de densité à 7 niveaux définie par l'Insee en 2022.
Elle appartient à l'unité urbaine de Luc-sur-Mer, une agglomération intra-départementale dont elle est ville-centre,. Par ailleurs la commune fait partie de l'aire d'attraction de Caen, dont elle est une commune de la couronne,. Cette aire, qui regroupe 296 communes, est catégorisée dans les aires de 200 000 à moins de 700 000 habitants,.
La commune, bordée par la baie de Seine, est également une commune littorale au sens de la loi du 3 janvier 1986, dite loi littoral. Des dispositions spécifiques d'urbanisme s'y appliquent dès lors afin de préserver les espaces naturels, les sites, les paysages et l'équilibre écologique du littoral, tel le principe d'inconstructibilité, en dehors des espaces urbanisés, sur la bande littorale des 100 mètres, ou plus si le plan local d'urbanisme le prévoit.

### Occupation des sols
L'occupation des sols de la commune, telle qu'elle ressort de la base de données européenne d'occupation biophysique des sols Corine Land Cover (CLC), est marquée par l'importance des territoires agricoles (60,1 % en 2018), en diminution par rapport à 1990 (66,2 %). La répartition détaillée en 2018 est la suivante : 
terres arables (60,1 %), zones urbanisées (38,6 %), zones humides côtières (1,3 %). L'évolution de l'occupation des sols de la commune et de ses infrastructures peut être observée sur les différentes représentations cartographiques du territoire : la carte de Cassini (XVIIIe siècle), la carte d'état-major (1820-1866) et les cartes ou photos aériennes de l'IGN pour la période actuelle (1950 à aujourd'hui).

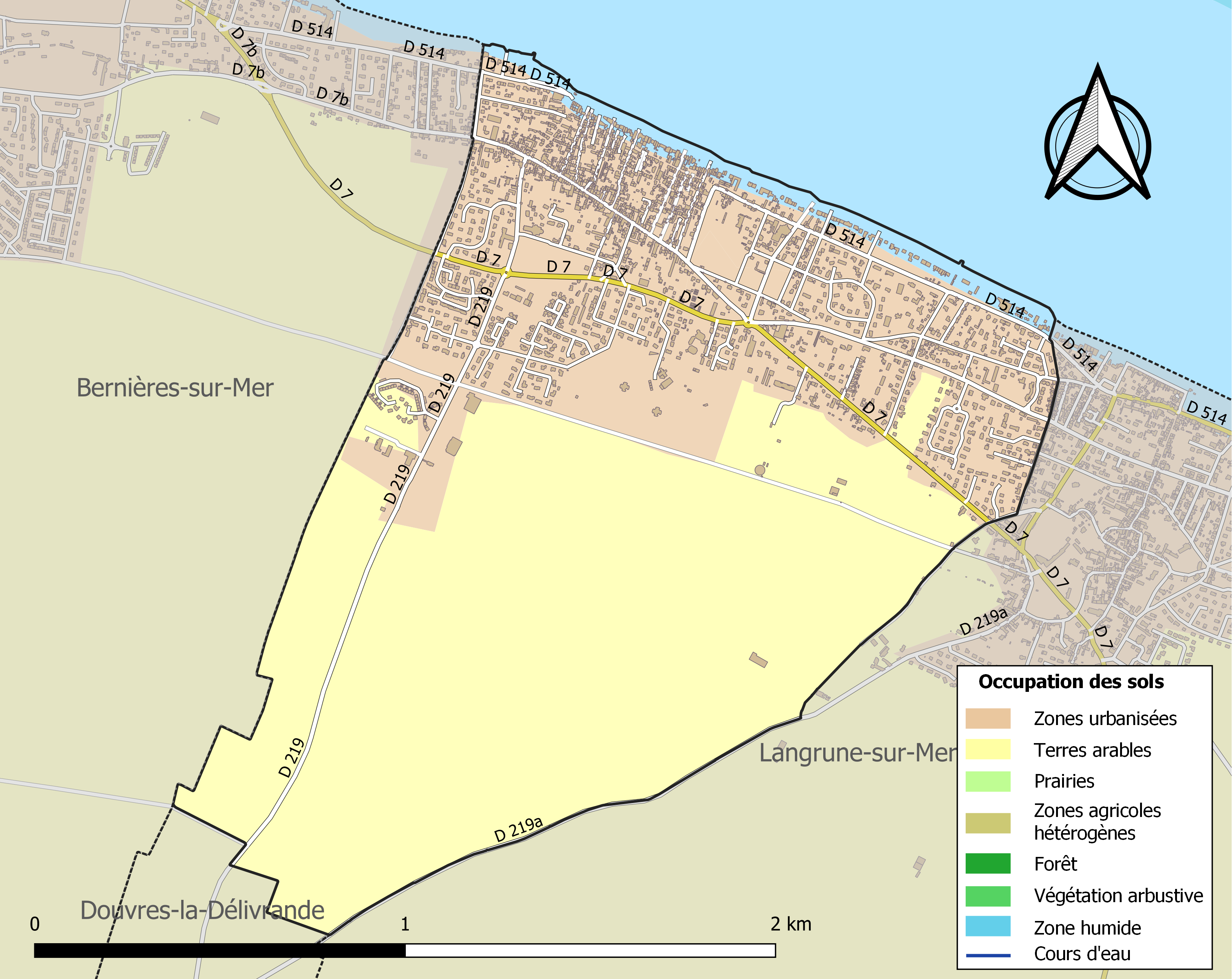
Carte des infrastructures et de l'occupation des sols de la commune en 2018 (CLC).

## Toponymie
Créée en 1851, la commune a pris le nom de la paroisse dédiée à Aubin d'Angers.
La "Rue-de-la-Mer" était un hameau de la commune.

## Histoire

### Origines

Au Haut-Empire romain, Saint-Aubin-sur-Mer fait partie du territoire de la cité des Baiocasses.

L'occupation du site est très ancienne, comme en témoignent les vestiges archéologiques retrouvés sur son territoire dont la déesse-mère de Saint-Aubin-sur-Mer.
Une fortification existait au lieu-dit le Castel. Sur ordre du roi Charles V, le bailli de Caen la fit réparer en 1371 pour la mettre en état de résister aux attaques des Anglais.
Jusqu'en juillet 1851, Saint-Aubin faisait partie de la commune de Langrune,. À l'époque de sa création, on recensait 1 153 habitants à Saint-Aubin et 1 129 à Langrune. Puis la population de Saint-Aubin a décliné dans la deuxième partie du XIXe siècle ; en 1901, il n'y avait plus que 727 habitants. En juillet 1876, l'ouverture de la gare de Saint-Aubin-sur-Mer sur la ligne de Caen à la mer permit le développement d'une station balnéaire. À partir de 1901, l'évolution démographique se fit à nouveau positive ; en un demi-siècle, sa population a plus que doublé.

### Le débarquement
Saint-Aubin-sur-Mer est localisée à l'extrémité orientale du secteur Nan de Juno Beach, Nan Red, un des sites de débarquement du Jour J.
C'est un groupe de la 8eme brigade d'infanterie canadienne qui était chargée de sa libération. La 5eme compagnie du Génie canadien était affectée à la neutralisation des engins explosifs des obstacles de la plage; elle était aussi chargée d'ouvrir des voies,
L'infanterie du Royal North Shore régiment a débarqué à cet endroit avec le soutien des chars DD du 10ème régiment blindé  Fort Garry Horse, des canons autopropulsés du 19eme régiment  d'artillerie de campagne et des mitrailleuses et mortiers d'un peloton du Cameron Highlanders of Ottawa.
De son côté, le 48e commando britannique des Royal Marines, sous commandement canadien, assisté par les blindés du 22nd Dragoons, atteignit la plage de Saint-Aubin-sur-Mer d'où il prit pied pour commencer l'assaut sur Langrune, qui ne fut libérée qu'après de violents combats et des pertes sévères.
L'emplacement fortifié de Saint-Aubin n'a pas été trop touché par le bombardement préliminaire.
Défendant le nid de résistance de Saint-Aubin, le canon antichars de 50 mm, sous casemate, a causé de graves difficultés dans les premières phases de l'assaut. Il a mis hors de combat les premiers chars DD à arriver sur place, mais par la suite trois autres blindés l'ont réduit au silence. Les quelque 70 douilles d'obus vides trouvées autour de son emplacement témoignent de la détermination de ses servants.
La zone était nettoyée dès 11 h 15, quatre heures après le débarquement, mais les tirs isolés n'ont pas, alors, cessé et les occupants de l'emplacement fortifié ne se sont définitivement rendus qu'à 18 h.
Environ 100 soldats allemands étaient en garnison en ville et ils opposèrent une lourde résistance sur la plage et dans la ville pendant que les Canadiens attaquaient vers l'intérieur des terres.
Des civils périrent également ce jour-là dans les combats, leur mémoire est honorée avec celle des soldats canadiens et britanniques sur un monument situé près de la plage.

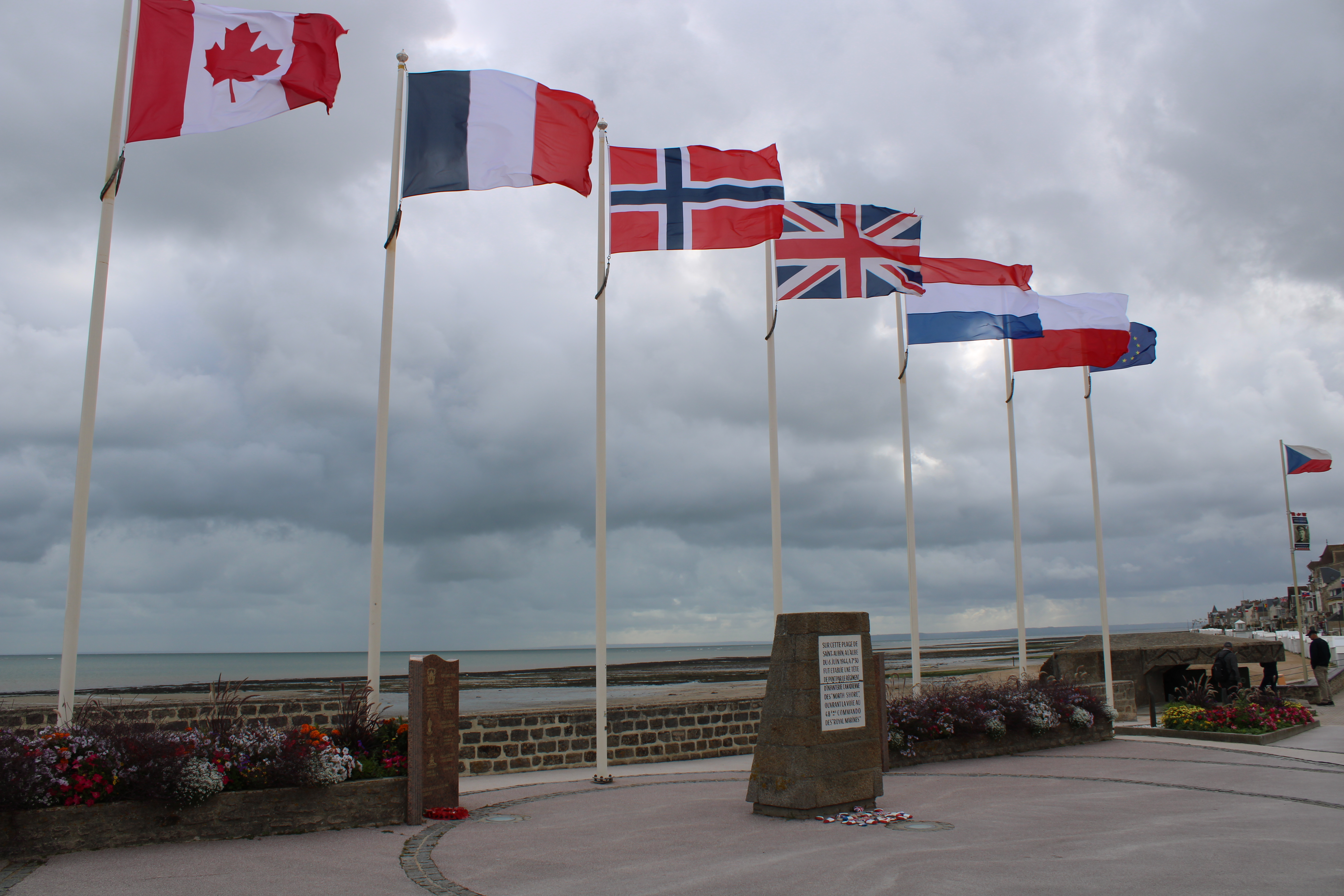
Le monument aux troupes canadiennes et britanniques.
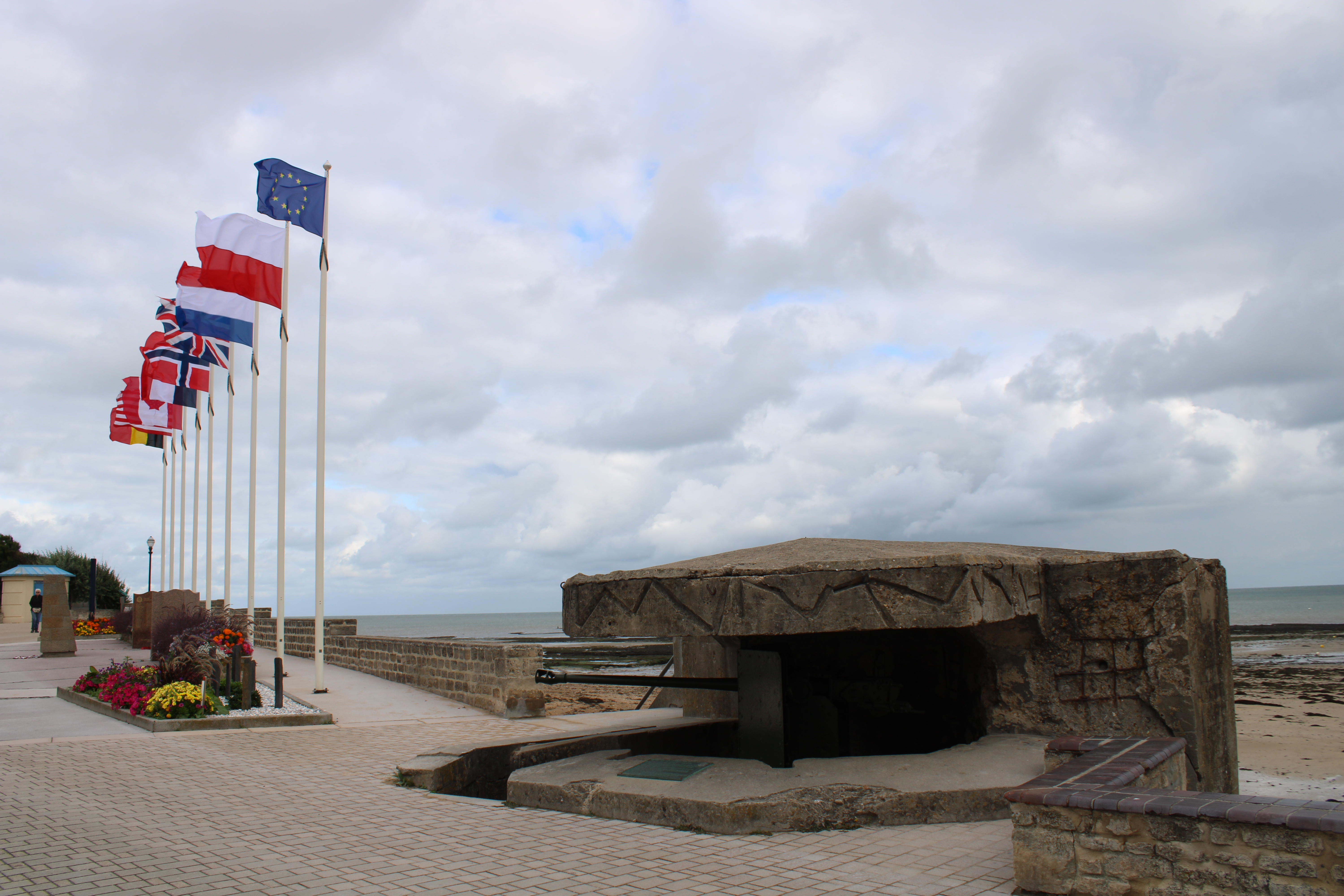
Le canon antichars allemand.

## Politique et administration

### Liste des maires
| Période                                  | Période                | Identité               | Étiquette | Qualité |
| ---------------------------------------- | ---------------------- | ---------------------- | --------- | --- |
| Les données manquantes sont à compléter. |                        |                        |           | |
| ca. 1914                                 |                        | Henri Pillier          |           | |
| ?                                        | mai 1935               | Georges Pepineaux      |           | |
| mai 1935                                 | 1946 (démission)       | M. Roy                 |           | Ancien gendarme                                                                                            |
| 1946                                     | avril 1968             | Eugène Mériel          |           | Instituteur, directeur du collège technique de Douvres-la-Délivrande                                       |
| avril 1968                               | avril 1975 (démission) | Paul Roy               |           | Colonel, maire honoraire Commandeur de la Légion d'honneur                                                 |
| avril 1975                               | juin 2007 (démission)  | Pierre Letellier       | UDF-PR    | Principal clerc de notaire puis agent immobilier Conseiller général de Douvres-la-Délivrande (1988 → 2001) |
| juin 2007                                | avril 2014             | Jean-Alain Tranquart   | SE        | Retraité de l'Éducation nationale                                                                          |
| avril 2014                               | mai 2020               | Jean-Paul Ducoulombier | DVG       | Cadre supérieur retraité 7e vice-président de la CC Cœur de Nacre (2014 → 2020)                            |
| mai 2020                                 | En cours               | Alexandre Berty        | SE        | Professeur de lycée professionnel 8e vice-président de la CC Cœur de Nacre (2020 → )                       |

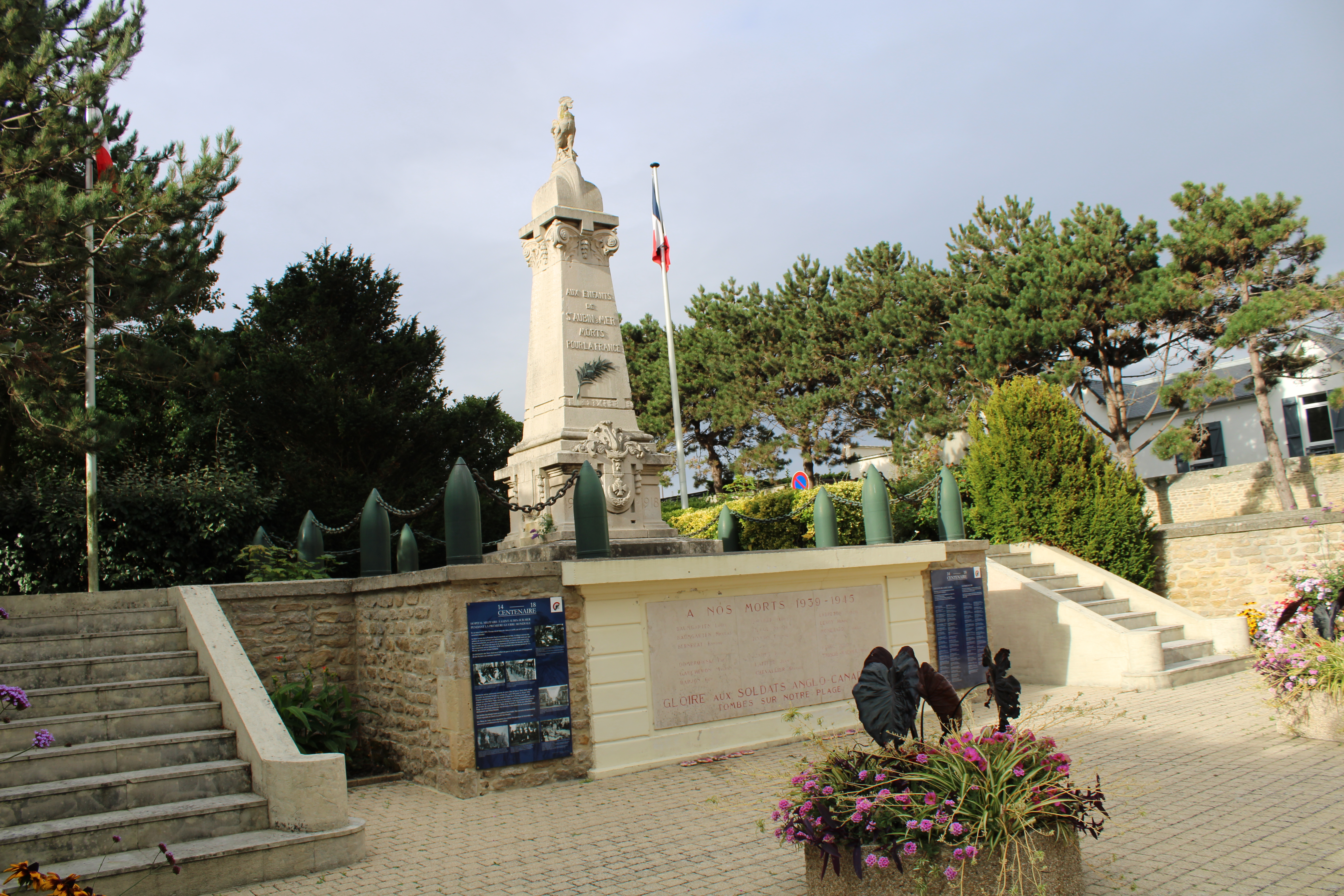
Le monument aux morts.

Le conseil municipal est composé de dix-neuf membres dont le maire et cinq adjoints.
La commune est membre de la communauté de communes Cœur de Nacre, avec deux représentants.

## Démographie
L'évolution du nombre d'habitants est connue à travers les recensements de la population effectués dans la commune depuis 1851. Pour les communes de moins de 10 000 habitants, une enquête de recensement portant sur toute la population est réalisée tous les cinq ans, les populations de référence des années intermédiaires étant quant à elles estimées par interpolation ou extrapolation. Pour la commune, le premier recensement exhaustif entrant dans le cadre du nouveau dispositif a été réalisé en 2005.
En 2022, la commune comptait 2 125 habitants, en évolution de −11,64 % par rapport à 2016 (Calvados : +1,58 %, France hors Mayotte : +2,11 %).
| 1851  | 1856  | 1861  | 1866  | 1872 | 1876 | 1881 | 1886 | 1891 |
| ----- | ----- | ----- | ----- | ---- | ---- | ---- | ---- | ---- |
| 1 153 | 1 136 | 1 092 | 1 051 | 949  | 913  | 873  | 867  | 847  |

| 1896 | 1901 | 1906 | 1911 | 1921 | 1926 | 1931  | 1936  | 1946  |
| ---- | ---- | ---- | ---- | ---- | ---- | ----- | ----- | ----- |
| 736  | 727  | 768  | 790  | 784  | 977  | 1 017 | 1 010 | 1 669 |

| 1954  | 1962  | 1968  | 1975  | 1982  | 1990  | 1999  | 2005  | 2006  |
| ----- | ----- | ----- | ----- | ----- | ----- | ----- | ----- | ----- |
| 1 231 | 1 006 | 1 053 | 1 189 | 1 446 | 1 526 | 1 810 | 1 847 | 1 851 |

| 2010  | 2015  | 2020  | 2022  | - | - | - | - | - |
| ----- | ----- | ----- | ----- | - | - | - | - | - |
| 2 154 | 2 418 | 2 162 | 2 125 | - | - | - | - | - |

Saint-Aubin-sur-Mer fait partie de l'unité urbaine de Douvres-la-Délivrande - Luc-sur-Mer, formée par les communes de Bernières-sur-Mer, Douvres-la-Délivrande, Langrune-sur-Mer, Luc-sur-Mer et Saint-Aubin-sur-Mer.

## Économie
Une trentaine de petites entreprises (commerces, services, artisanat…) animent l'activité économique de la commune. La plus emblématique est le Casino, auquel est adjoint une salle de cinéma. Sur le plan touristique, outre le camping de la Côte de Nacre, l'hébergement est assuré par les trois hôtels-restaurants (le Saint-Aubin, l'hôtel de Normandie et le Clos normand). Une petite dizaine de restaurants sont à même de satisfaire les besoins des résidents et des touristes de passage. Deux agences immobilières et une douzaine d'artisans du bâtiment sont présents, dans un contexte d'urbanisation continue (zone d'habitat pavillonnaire de l'agglomération caennaise et résidences secondaires des estivants). Le marché se tient tous les jeudis et dimanches matin, sur la place de la Gare.

## Lieux et monuments
Outre les monuments aux morts de la Première et de la Seconde Guerre mondiale, plusieurs lieux méritent l'attention :
- l'église Saint-Aubin du XIXe siècle ;
- le lacis de venelles du bourg ;
- l'ancienne gare de chemin de fer de la ligne Caen-Courseulles ;
- le casino du début XXe ;
- la falaise du Cap Romain est classée réserve naturelle nationale depuis 1984.
- la statue gauloise de la déesse-mère qui y fut découverte lors de l'édification du mur de l'Atlantique en 1943, actuellement au musée de Normandie et dont une copie est actuellement visible au sein de l'office de tourisme ;
- le square des Canadiens, en hommage aux régiments canadiens venus libérer Saint-Aubin : The North Shore (New Brunswick) Regiment, le Fort Garry Horse et le Cameron Highlanders of Ottawa.

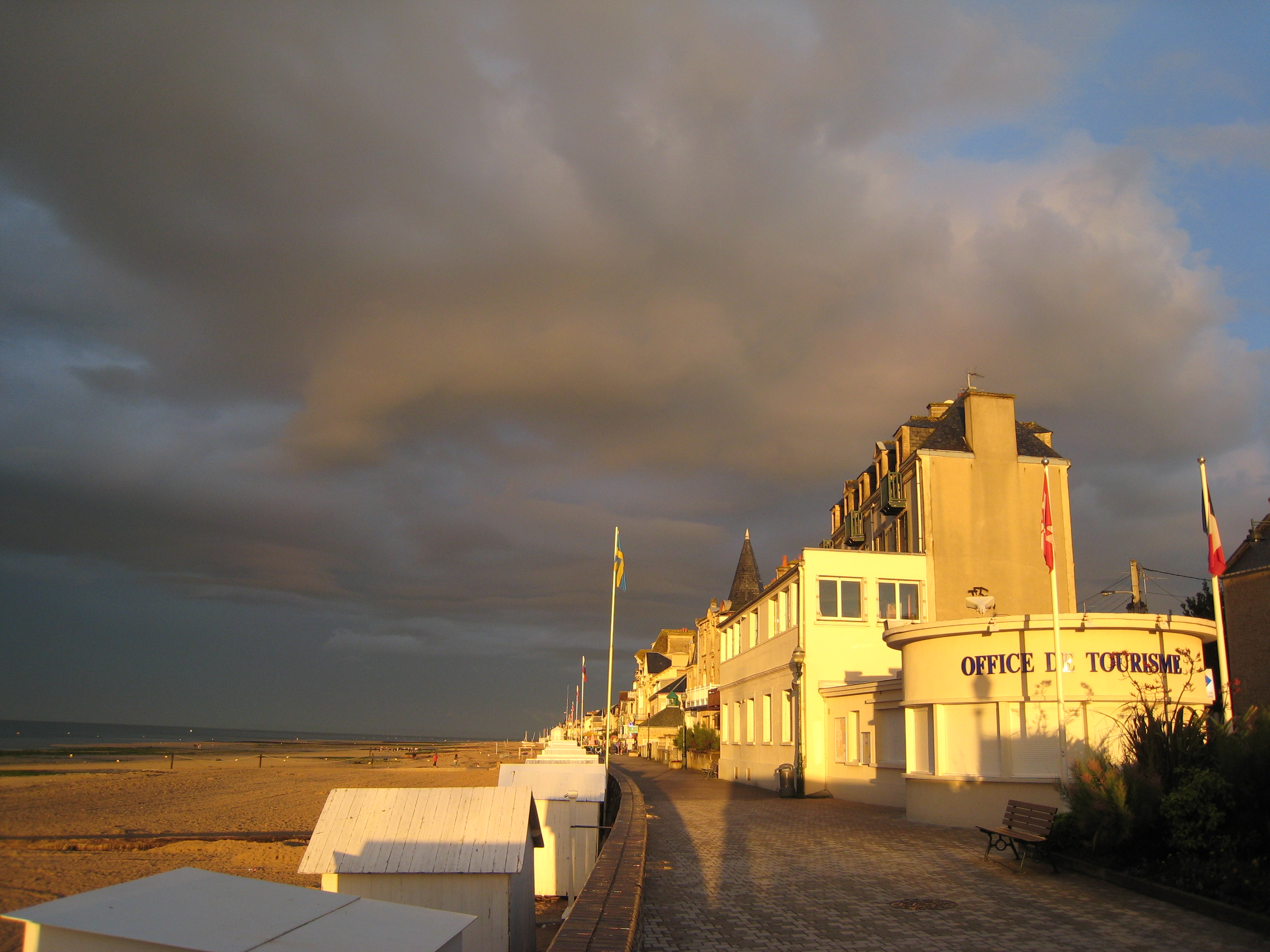
Sur le front de mer, lumière du soir.
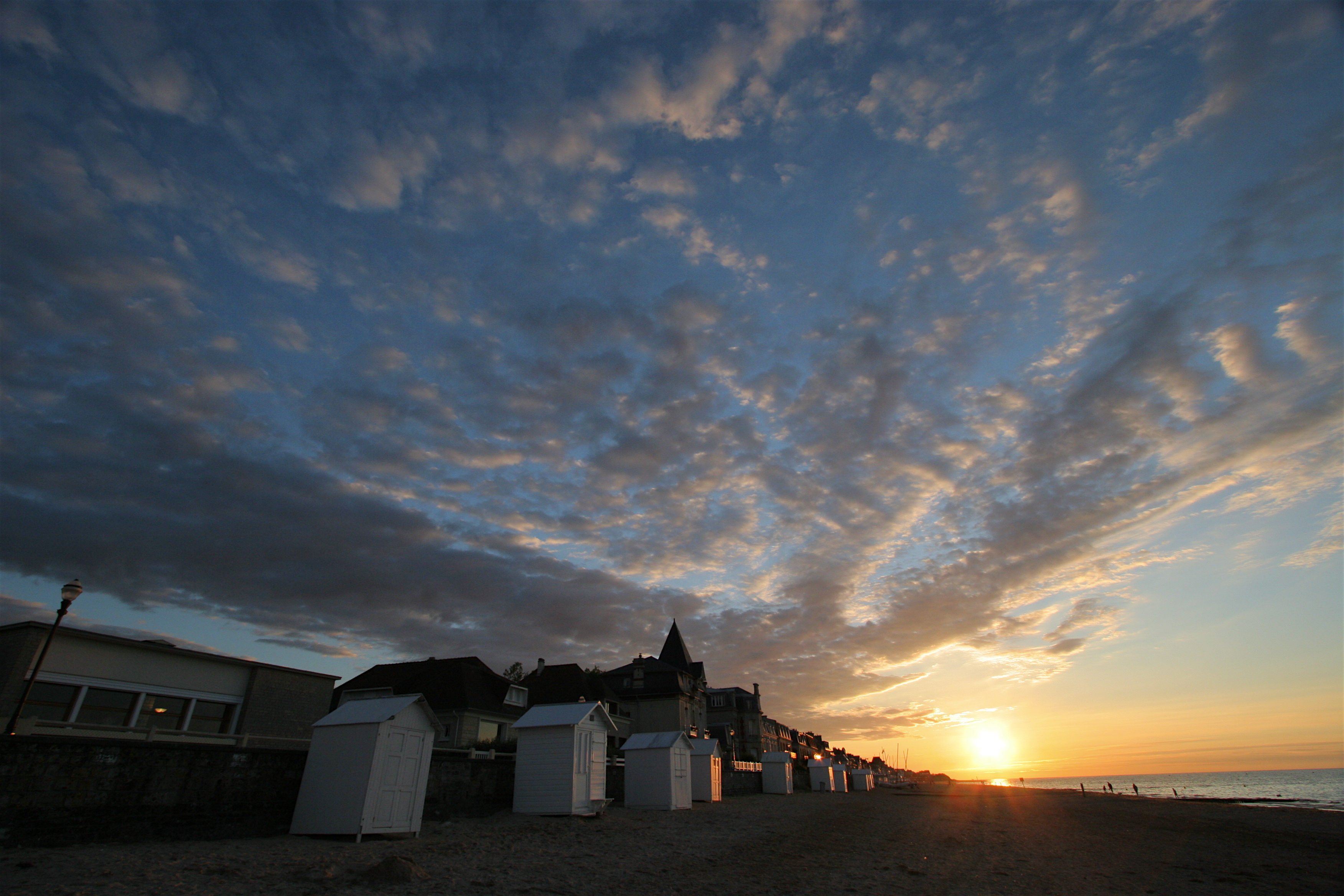
Coucher de soleil depuis la plage.
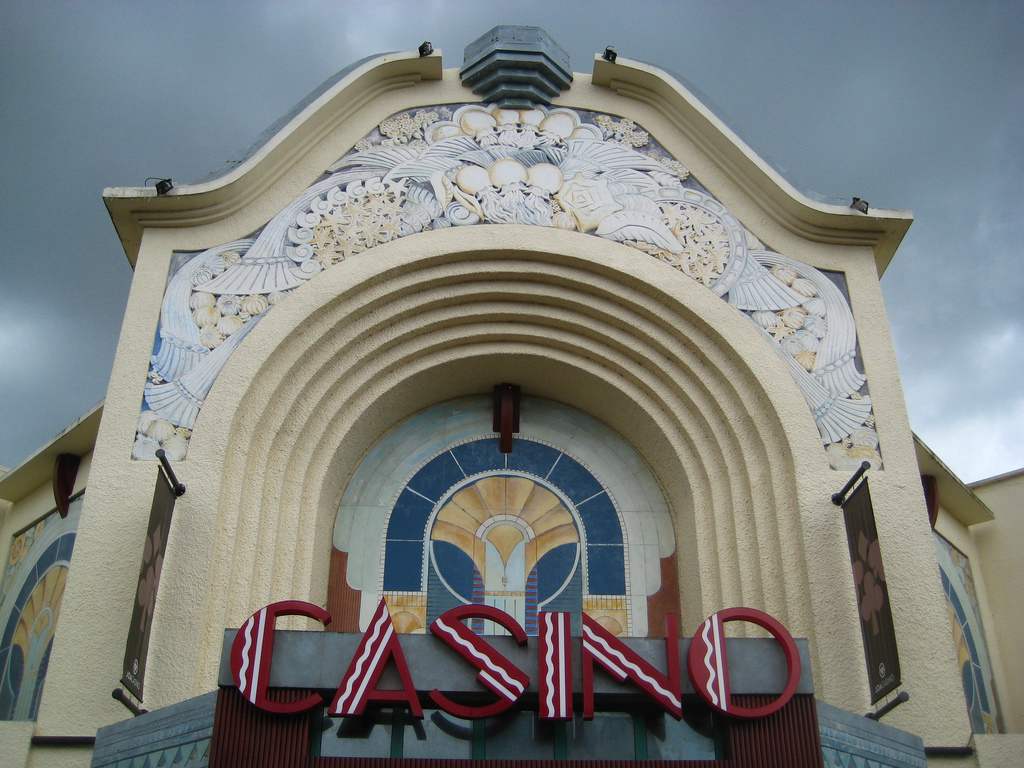
Casino de Saint-Aubin.
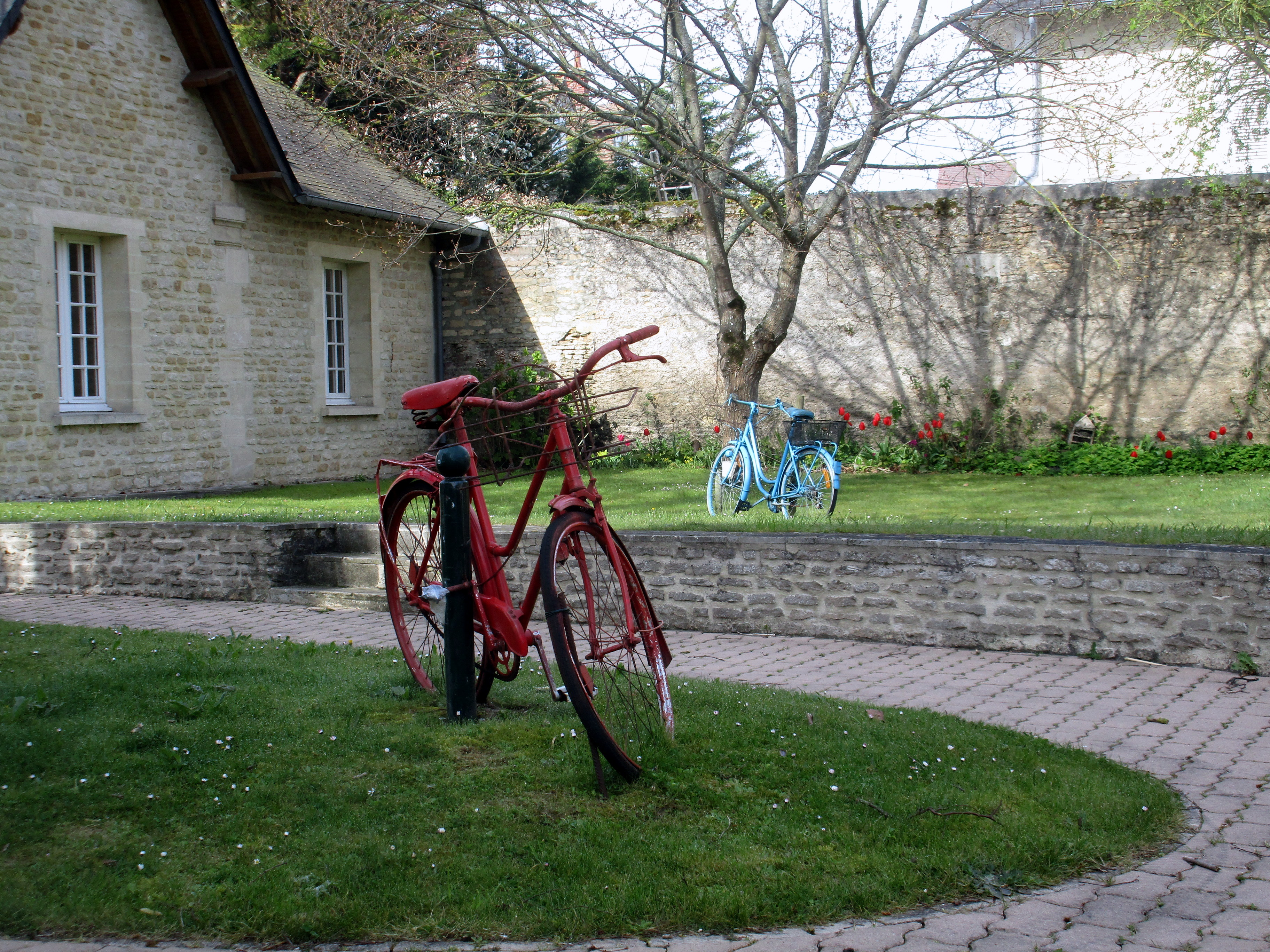
Dans le parc de la mairie.
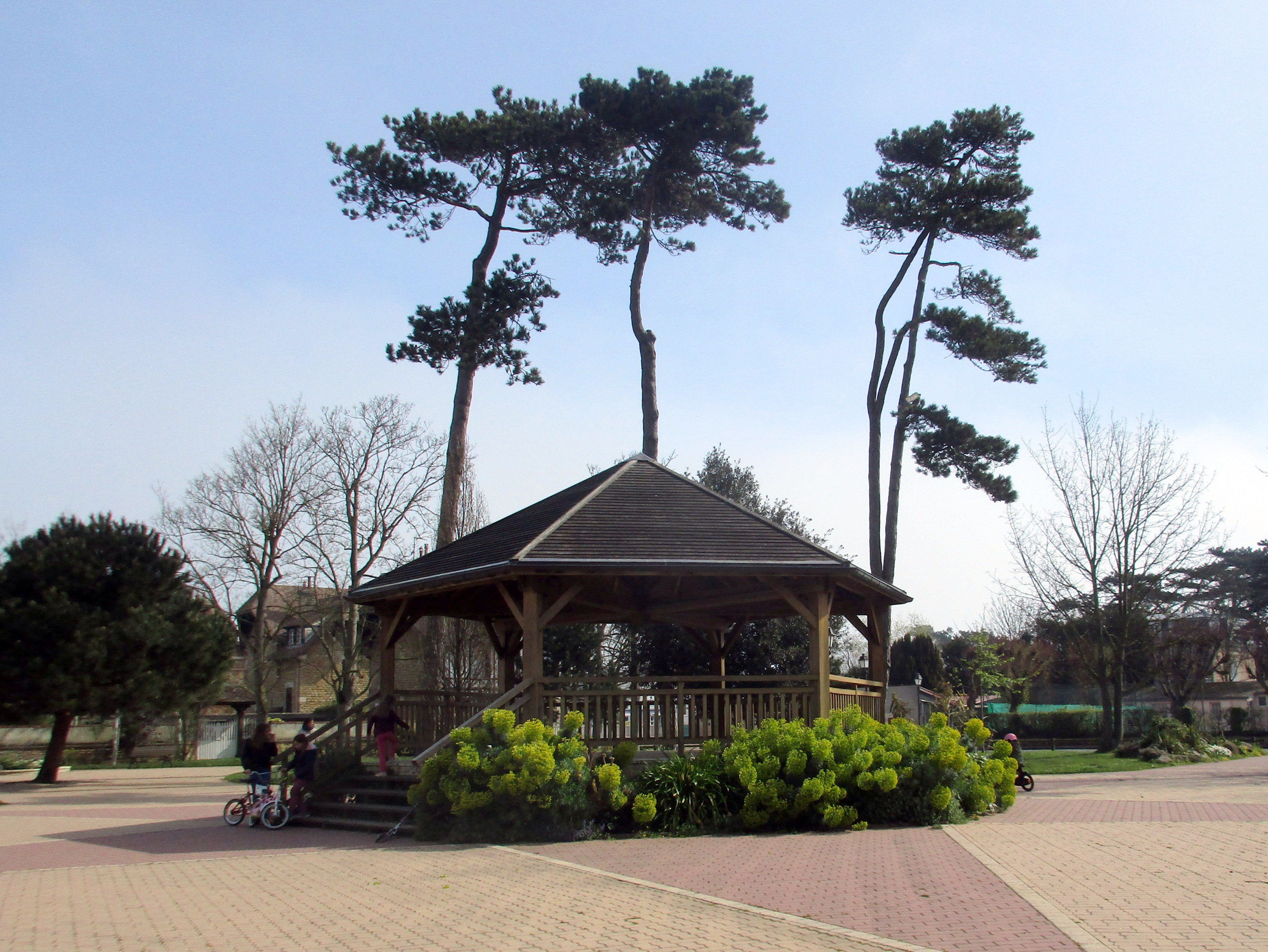
Dans le parc Pillier.

## Activité culturelle et manifestations

### Label
La commune est une ville fleurie (trois fleurs) au concours des villes et villages fleuris.

### Sports
- L'Entente sportive saint-aubinaise fait évoluer une équipe de football en division de district[31].
- Le tennis club de Saint-Aubin-sur-Mer (TCSA), créé en 1894, avec sept terrains en terre battue.

### Jumelages
- Bathurst (Canada) depuis 1984.
- Emsworth (Royaume-Uni) depuis 1986.
- Liebenburg (Allemagne) depuis 1984.

### Manifestations
- Le 6 juin, dépôts de gerbes et commémorations conjointe de Saint-Aubin et Langrune du Jour J, sur la plage Nan Red autour des derniers survivants du débarquement à Juno Beach.
- Tous les ans (depuis 2006), autour du 15 août, se déroule un festival intitulé La Semaine acadienne. Offrant un programme composé de concerts de groupes acadiens, d'un bal, d'expositions, de conférences, de projections de documentaires, etc. ; ce festival entend ainsi rendre tout d'abord hommage aux soldats acadiens du North Shore regiment du Nouveau-Brunswick qui, en débarquant sur cette plage le 6 juin 1944, la libérèrent du joug allemand, mais également célébrer la culture, la vitalité de ce peuple acadien si éloigné par la distance mais si proche par la langue et l'histoire.
- Festival des libertés de la presse depuis mai 1994.

### Saint-Aubin-sur-Mer et le cinéma
- Claude Lelouch réalise entièrement à Saint-Aubin-sur-Mer, son film Mariage avec Bulle Ogier et Rufus.
- Diane Kurys y met en scène en 1977 deux adolescents qui terminent leurs vacances, dans son film Diabolo menthe[32].
- Touch' pas à mon biniou un film de 1980 avec Sim y est tourné en partie[32].
- Fin août 2005, tournage de quelques scènes du film Je vais bien ne t'en fais pas avec Kad Merad, Mélanie Laurent et Julien Boisselier.
- En 2011, la scène de fin du film La guerre est déclarée est tournée sur sa plage.
- Le court métrage Les amours vertes de Marine Atlan y est tourné en 2015.

## Personnalités liées à la commune

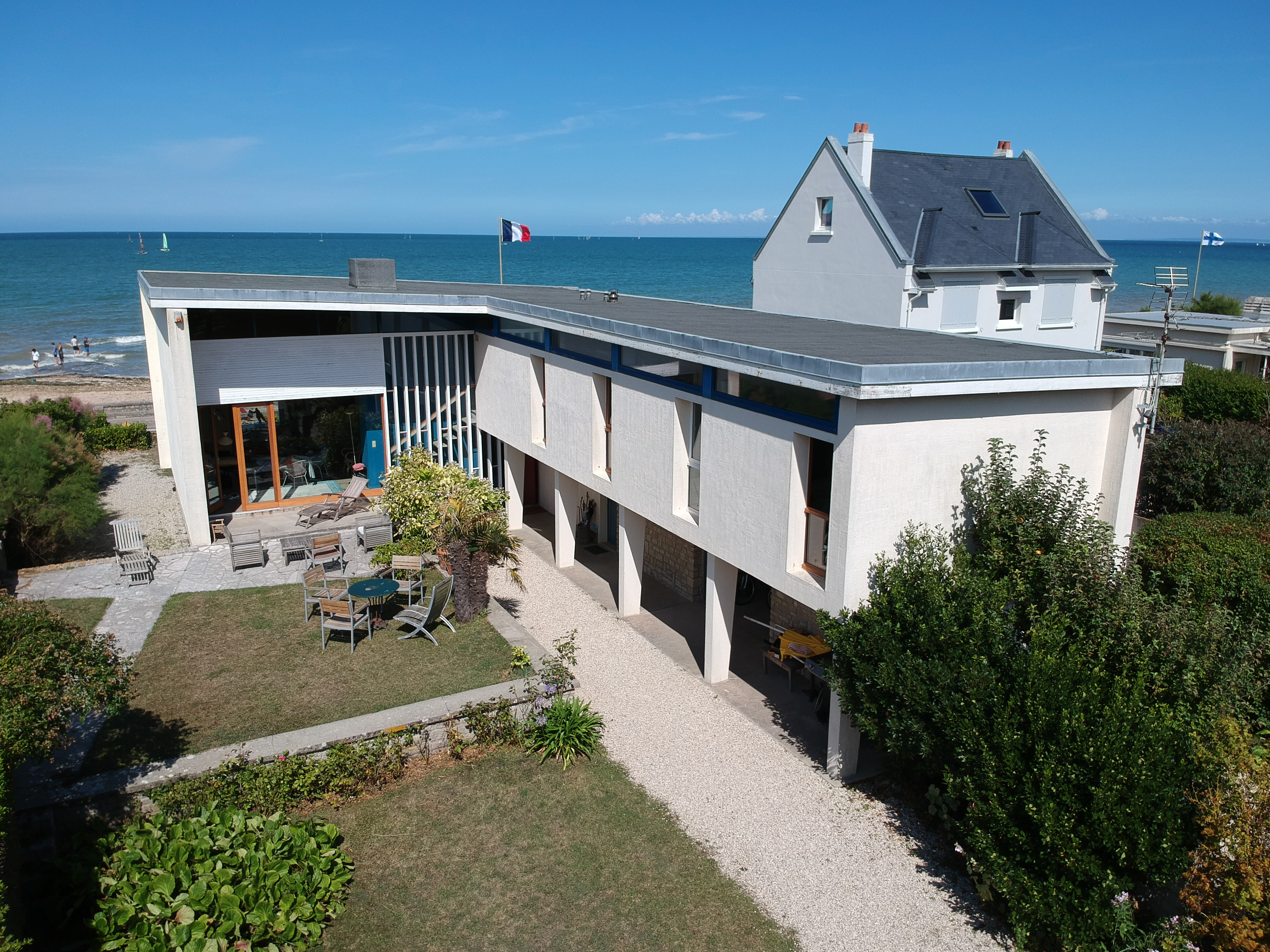
Villa personnelle de Jean Fayeton.

- Jean-Baptiste Couture (1651 à Saint-Aubin - 1728), professeur au Collège royal, membre de l'Académie des inscriptions et belles-lettres.
- Hector Malot (1830-1907) romancier, a séjourné à Saint-Aubin ; il y a placé l'action de son roman Cara ainsi qu'à Tailleville.
- Émile Zola (1840 - 1902), écrivain, a séjourné à Saint-Aubin du 2 août au 4 octobre 1875, pour la santé de sa femme Alexandrine. Il y termina Son Excellence Eugène Rougon et commença celle de L'Assommoir, roman qui allait asseoir sa notoriété[33]. Il cite le village dans Nana, où un personnage secondaire, Clarisse Besnus, est « ramenée comme bonne de Saint-Aubin-sur-Mer ».
- Gustave Canet (Belfort, 29 septembre 1846 - Saint-Aubin, 9 octobre 1912), commandeur de la Légion d'honneur, ingénieur d'École centrale, inventeur du canon Canet, conseiller municipal de Saint-Aubin, bienfaiteur de la commune. Il possédait sur la digue la villa La Tourelle détruite en 1944. Il y est mort en 1908.
- Gustave Courbet, a peint en 1867, "Les enfants du pêcheur" dit aussi 'Marine" ou "La Plage de Saint Aubin sur Mer" - Musée Thyssen-Bornemisza de Madrid.
- Louis Pasteur (1822-1895) séjourna plusieurs années dans la station balnéaire[34],[35].
- Léon Lecornu (1854 - 1940 à Saint-Aubin-sur-Mer), ingénieur et physicien. Il épouse en 1882 à Saint-Aubin-sur-Mer Henriette Favreau, la fille de Léon Favreau plusieurs fois maire de la commune. Léon Lecornu habitait la Romillonne, maison actuellement située rue du Maréchal-Foch.
- Lucy Arbell (1878-1947), cantatrice, de son vrai nom Georgette Wallace, y possédait, sur la digue, la villa La Favorite qui existe toujours. Le compositeur Jules Massenet (1842-1912) lui rendit fréquemment visite.
- Watson, chansonnier, tenait un cabaret à Paris et un autre établissement, « le Watson », à Saint-Aubin.
- Maurice Duclos (1906-1981), dit Saint Jacques, débarqué le 3 août 1940 par une vedette de la Royal Navy, à Saint-Aubin où il a des attaches familiales. Il fut le premier officier à être envoyé par le général de Gaulle en zone occupée pour y organiser la résistance ; il jette les bases du réseau Saint-Jacques, le premier et l'un des plus importants réseaux de la Résistance ; compagnon de la Libération, officier de la Légion d'honneur, officier de l'Empire britannique.
- Alexandre Beresnikoff (1908-1996) dit "Corvisart" qui débarque à Saint Aubin le 3 août 1940 avec Maurice Duclos.
- Le maréchal Pierre Kœnig (1898-1970) était citoyen d'honneur de Saint-Aubin[pourquoi ?] et lui a offert un livre d'or.
- Jean-Louis Fayeton (1908-1968), architecte et ingénieur, diplômé de l'École centrale. On lui doit notamment le pont d'Aquitaine à Bordeaux. Il séjourna à Saint-Aubin pendant plusieurs années, il possédait une villa qu'il avait construite sur la digue.
- Michel Hug (1930-2019) Ingénieur des Ponts et Chaussées, y possédait une villa;acteur majeur de la filière nucléaire française en tant que directeur de l'Equipement d'EDF de 1972 à 1982.
- Jean Lemonnier (né en 1950 à Saint-Aubin), sculpteur, peintre officiel de la Marine titulaire en 2012.
- Olivier Mériel (né en 1955 à Saint-Aubin-sur-Mer), photographe.
- Scholastique Mukasonga (née en 1956), écrivain, lauréate du prix Renaudot 2012 pour Notre-Dame du Nil, est alors installée à Saint-Aubin-sur-Mer[36].

## Héraldique
| Blason de Saint-Aubin-sur-Mer (Calvados) | Blason  | D'azur aux trois colonnes d'argent à chapiteau corinthien surmontées de trois coquilles du même et mouvant d'une mer de sinople. |
| Blason de Saint-Aubin-sur-Mer (Calvados) | Détails | |